# Renault EF4
Il Renault EF4, chiamato anche Renault-Gordini EF4, è un motore endotermico alternativo sovralimentato, a Ciclo Otto a quattro tempi da competizione.
È stato progettato in due versioni (EF4 ed EF4B) dalla Renault Sport per essere impiegato nel Campionato mondiale di Formula 1 durante l'era dei motori turbo negli anni ottanta.
L'EF4 è stato utilizzato sulle vetture della casa madre e della Ligier nel 1984 nella versione EF4, mentre la Lotus quell'anno disponeva già della variante EF4B che l'anno seguente venne estesa anche a Ligier e Tyrrell, oltre alle Renault.

## Contesto
Nel 1984 la FIA decise di abolire i rifornimenti durante le gare.
In realtà fino al 1983 era caduto in disuso eseguire rifornimenti a Gran Premio in corso, perché con l'avvento delle innovazioni aerodinamiche dalla fine degli anni sessanta le macchine incrementarono sempre più le performance al punto tale di riuscire a concludere le gare prima che terminasse il combustibile.
Ma quando esordirono i motori turbo i consumi di carburante ripresero a salire in maniera esponenziale anche perché nel giro di cinque anni, questi propulsori spostarono il limite di potenza massima di 200 cavalli.
Infatti quando nel 1977 la Renault fece da pioniera coi suoi 1500 cm³ sovralimentati (EF1), i motori aspirati erano arrivati al limite del loro sviluppo e faticavano ad andare oltre i 500-520 cavalli.
In quell'anno la Renault con un motore esordiente riusciva ad esprimere già oltre 520 cavalli e tre anni dopo molti costruttori dovettero cominciare a costruire motori turbo per poter fronteggiare la maggiore potenza, che nel giro di sei anni crebbe di oltre il 20% rispetto ai motori convenzionali.
Tutto ciò portò sia ad un aumento dei consumi che dei costi di sviluppo, perché la ricerca e sviluppo dei motori turbo era molto più complicata, dovuta alla presenza dell'impianto di sovralimentazione ma anche alla necessità di adoperare miscele di combustibile con un elevatissimo potere antidetonante.
Ma questi combustibili (che principalmente erano miscele 80% toluene e 20% eptano), erano anche molto infiammabili ed esponevano ambiente e personale a rischi chimici pazzeschi.
Nel 1983 Gordon Murray progettò la Brabham BT52 con l'intento di sfruttare i rifornimenti per vincere le gare.
Infatti si rese conto che il potenziale dei motori turbo era altissimo, dunque per ottenere il massimo vantaggio dalla potenza dei BMW M12/13 delle sue vetture fu costretto a far rifornire i piloti regolarmente ad ogni gara.
Tuttavia dato che le vetture dovevano comunque rientrare ai box almeno per sostituire gli pneumatici, disegnò una macchina con un serbatoio molto piccolo in modo che fosse leggera, e potesse essere competitiva sin dalle prime fasi di gara.
Sostanzialmente le Brabham partivano con poco carburante, realizzando tempi sul giro molto bassi ed accumulando oltre venti secondi di vantaggio su chi le seguiva, per poi tornare ai box eseguire i pit-stop in tranquillità e poter riprendere la testa della corsa.
Ma durante i pit-stop in più di un'occasione si verificarono incidenti legati all'elevata volatilità dei combustibili utilizzati, che entrando in contatto con le zone più calde delle macchine (soprattutto impianto di scarico o turbine), davano vita a vistosi incendi.
Alla luce di tutti questi fatti, la FIA ritenne giusto abolire la possibilità di rifornimento in gara, ed inoltre ridusse la capacità dei serbatoi da 240 a 220 litri.
Quindi la Renault, come tutti gli altri costruttori, nel 1984 doveva pensare più a progettare il motore per risparmiare carburante che non per ottenere performance superiori.

## Progetto
Le limitazioni sui consumi di carburante furono un grosso grattacapo per il direttore tecnico della Renault Bernad Dudot.
Infatti il tecnico transalpino mago della sovralimentazione, supervisionava il progetto dell'intera vettura ma era anche il responsabile dei motori.
Dato che l'EF1 utilizzato fino al 1983 era comunque un motore molto potente, e che si prestava bene ad ulteriori evoluzioni, Dudot decise di riprenderne il disegno e l'architettura.
L'EF4 infatti era un motore a 6 cilindri a V di 90°, con basamento e testate in lega leggera di alluminio e dimensioni di alesagio e corsa di 86 mm per 42,8 mm, come quelle dell'EF1.
Il rapporto di compressione rimase invariato (7:1), e la scelta dei sei cilindri dipese non solo dagli ingombri modesti, ma anche dal fatto che ogni turbina essendo alimentata da tre cilindri aveva una risposta migliore rispetto ai quattro cilindri in linea ed ai V8.
Per questa nuova versione venne scelto come fornitore dei turbocompressori, la Garrett, che aveva aiutato molto la Renault nei suoi studi sulla sovralimentazione, ma che a metà del mondiale '79 vide terminare il suo rapporto in favore della concorrente Kühnle, Kopp & Kausch, perché la Renault ritenne che il materiale dell'azienda americana fosse meno affidabile di quello fornito dai teutonici.
Questo era dovuto anche al fatto che la Garrett lavorava con turbine di derivazione Formula Indy, con dimensioni molto grandi.
Infatti la prima versione dell'EF1 utilizzava una sola turbina, ma che procurava problemi di turbo-lag ed i tecnici francesi per sopperire al problema intendevano usare due turbine più piccole, ognuna alimentata da una sola bancata, ma gli ingegneri americani ritennero il sistema troppo complicato e pericoloso, in quanto le temperature generate sarebbero state (a loro dire) ingestibili.
Questo fece sì che le due strade si divisero, salvo poi rendersi conto che i doppi turbo della KKK soffrivano del problema denunciato dalla Garrett.
Curiosamente nello stesso periodo (più precisamente nell'85) la Ferrari fece il percorso contrario a quello della Renault nel '79, passando dalla KKK alla Garrett in quanto Enzo Ferrari imputava alla KKK di fornirgli turbine meno affidabili di quelle della McLaren che utilizzava il motore tedesco TAG Porsche TTE PO1.
Già nell'83 le macchine ad effetto suolo coi canali venturi erano state abolite dalla FIA, ma quell'anno i turbocompressori non subirono sostanziali modifiche, però nel 1984 Dudot decise di commissionare alla Garrett turbine di dimensioni maggiorate.
Questo era possibile perché le nuove vetture con fondo piatto, avevano delle pance più spaziose data l'assenza dei canali venturi, ma anche perché questo migliorava il raffreddamento dell'impianto di scarico.
Inoltre le turbine avevano una posizione molto più avanzata, e successivamente leggermente inclinata verso la parte esterna delle vetture.
Questo dipese soprattutto dalla richiesta della Lotus, che voleva scavare la parte posteriore del cofano motore per disegnare la coda della macchina a forma di bottiglia di coca-cola (la famosa zona coca-cola introdotta nell'84 dalla McLaren MP4/2 che dava notevoli benefici aerodinamici).
Tuttavia il chiodo fisso di tutti i progettisti di motori turbo, era cercare di eliminare il ritardo di risposta del motore tra il momento in cui i piloti iniziavano ad accelerare e il motore entrava in regime di coppia massima.
Dudot sapeva bene che le giranti delle turbine maggiorate (che erano a geometria fissa) avrebbero sofferto di un momento di inerzia maggiore.
Per ovviare a ciò venivano utilizzati due sistemi.
Il primo e meno raffinato era quello di usare un sistema di post-combustione a valle del motore, ossia iniettare piccole quantità di combustibile nelle turbine per far sì che le giranti non rallentassero eccessivamente ad acceleratore rilasciato, l'altro era quello di gestire in maniera elettronica l'impianto di iniezione.
La Renault optò per la seconda soluzione, perché l'iniezione di combustibile in turbina era difficile da gestire soprattutto con l'EF4 che era dotato di iniezione meccanica Bosch oppure Kugelfischer, e soprattutto perché la post-iniezione in turbina surriscaldava molto l'impianto di scarico con ritorni di fiamma che portavano spesso alla rottura delle turbine (principale causa del cedimento sui motori Ferrari).
Infatti la gestione elettronica era presente solo sull'EF4B mentre l'EF4 non beneficiava di questo accorgimento.
L'EF4B utilizzava un sistema di gestione elettronica Renix quindi sviluppata dal reparto di elettronica Renault, ma i motori forniti alla Lotus utilizzavano le centraline e gli iniettori Bosch Motronic perché ritenuti più performanti ed affidabili dal team inglese.
Infatti sulle Lotus (che utilizzarono subito la versione a gestione elettronica) le centraline erano montate vicino alle bocche dei radiatori per usufruire di un miglior smaltimento termico, anziché nella parte frontale del motore come faceva la Renault, che per precauzione utilizzò l'EF4B solo nel 1985 pur essendo più potente dell'EF4.
I collettori di aspirazione vennero nuovamente ridisegnati, ma solo sulla versione EF4B.
Infatti essendo a gestione elettronica veniva liberato lo spazio tra le bancate che prima era occupato dalla pompa meccanica del combustibile, ed anche dagli iniettori meccanici.
In questo modo i collettori vennero inclinati verso l'interno delle bancate, per recuperare spazio, mentre per risparmiare un po' di peso vennero realizzati in lega di magnesio anziché alluminio.
Mentre gli elettroiniettori ora si trovavano all'esterno delle bancate ed erano due per cilindro.
Questa versione era dotata di molti più sensori, con due debimetri, due sensori di pressione assoluta, due sensori di pressione combustibile (uno per ogni rail che si trovavano all'interno delle bancate), e due sensori di battito (uno per bancata).
Alla fine dei conti la potenza crebbe in maniera apprezzabile rispetto all'EF1, infatti l'EF4 nella versione da gara poteva sviluppare 760 cavalli, mentre l'EF4B circa 800.
Tuttavia le limitazioni al combustibile si sentivano, infatti il regime di rotazione calò di 500 giri/min, dai 12000 agli 11500

## Risultati 1984
Nel 1984 la potenza dell'EF4 fu determinante, soprattutto per Renault e Lotus.
Il team inglese utilizzava l'EF4B a gestione elettronica grazie al quale era possibile ottenere una rapidità di risposta molto soddisfacente pur con le turbine maggiorate, infatti in qualifica le Lotus erano molto competitive.
Elio De Angelis ottenne la pole-position al Gran Premio del Brasile 1984 (prima gara dell'anno) con la Lotus 95T, mentre Nigel Mansell lo fece nel Gran Premio di Dallas e nelle altre corse partivano spesso entro la prima o seconda fila.
Le Lotus condussero molte gare, ma l'affidabilità del motore e della 95T (che era molto veloce ed altrettanto delicata), non permisero alle auto nere di ottenere nessuna vittoria.
Inoltre nemmeno la versione a gestione elettronica si rivelò particolarmente parsimoniosa nei consumi, sotto questo aspetto è emblematico l'arrivo di Nigel Mansell al Gran Premio di Dallas 1984, quando dopo l'ultima curva la sua vettura finì il combustile e fu costretto a tagliare il traguardo spingendola, ma per via dell'elevata temperatura (38 °C l'atmosfera, 66 °C l'asfalto secondo le misurazioni della Goodyear che lo registrò come record) svenì a poche decine di metri dall'arrivo.
Ad ogni modo le Lotus furono in ballo per il mondiale, ed ottennero 6 podi.
L'acuto si registrò nel Gran Premio di Detroit con De Angelis secondo, che si piazzò terzo nel mondiale piloti, dietro solo alle McLaren di Lauda e Prost, che erano vetture inarrivabili per la concorrenza, mentre la Lotus concluse terza il mondiale costruttori, con davanti McLaren e Ferrari.
La Renault fu discretamente veloce.
Patrick Tambay finì il mondiale 11° ed ottenne una pole position ed un giro più veloce in gara, nel Gran Premio di Francia e nel Gran Premio del Sudafrica, più quattro piazzamenti a punti e il secondo posto in Francia.
Il suo compagno Derek Warwick concluse il campionato 7°, ma in qualifica era meno veloce del francese, anche se andò a punti cinque volte con quattro podi (2 terzi e due secondi posti).
Per l'ultima gara tenutasi in Portogallo, la Renault preparò tre vetture, aggiungendo quella di Philippe Streiff che partì tredicesimo ma dovette ritirarsi per la rottura della trasmissione.
Anche la casa transalpina dovette fare i conti con problemi di affidabilità e consumi.
Chiuse 5° il mondiale costruttori.
La Ligier era l'altra scuderia che utilizzava l'EF4.
Anche questa squadra francese adoperava la versione ad iniezione meccanica, che consumava di più ed era meno potente.
In questa scuderia i piloti erano François Hesnault ed Andrea De Cesaris.
Queste macchine subirono 19 ritiri, anche se oltre ai problemi del motore va citata la guida particolarmente aggressiva del pilota italiano, il quale a differenza del compagno di scuderia riuscì ad andare due volte a punti, in Sudafrica e ad Imola.
La Ligier sia piazzò nona nella classifica costruttori con appena 3 punti.

## Risultati 1985
Nel 1985 venne utilizzata la versione EF4B.
Renault e Ligier corsero per tutta l'annata con questa versione, mentre la Lotus lo utilizzò solo nella prima parte del campionato, per poi adoperare il nuovo EF15 molto più potente.
Quest'anno un'altra squadra ottenne la possibilità di adoperare i motori Renault, ossia la Tyrrell.
La Tyrrell presentò una nuova auto per il Gran Premio di Francia (la 014), su cui venne montato l'EF4B per poi adoperare nella parte finale della stagione l'EF15.
La Tyrrell fece molta fatica per ottenere la fornitura dei motori Renault, perché quando a metà degli anni settanta la casa francese voleva esordire, propose a Ken Tyrrell di montare i turbo sulle sue vetture, ma l'inglese gli preferì il Ford Cosworth DFV aspirato.
Una decisione che limitò la sua scuderia fino alla prima metà degli anni ottanta.
La Lotus corse molto bene, tanto che Elio De Angelis riuscì anche a comandare la classifica piloti per un certo periodo, mentre Ayrton Senna prese il posto di Nigel Mansell, imponendosi in qualifica e guidando magistralmente sul bagnato, nonché vincendo le prime due corse della sua carriera.
Le Lotus dominarono le prove di qualifica, con 8 pole position su 16 di cui 5 consecutive.
Senna ottenne 7 pole e De Angelis 1.
In gara le Lotus erano altrettanto veloci, infatti Senna ottenne i 3 giri più veloci, contro nessuno di De Angelis che preferiva essere un po' meno aggressivo ma gestire la vettura per le fasi finali di gara.
Infatti grazie alla sua costanza l'italiano ottenne 11 piazzamenti a punti contro i 6 del brasiliano, che però ottenne 6 podi contro 3 e 2 vittorie a 1.
I due conclusero quarto e quinto nel mondiale piloti, mentre la Lotus terza tra i costruttori.
La Renault finì settima tra i costruttori, e nell'arco dell'anno riuscì a schierare tre macchine durante il Gran Premio di Germania, pilotate da Patrick Tambay e Derek Warwick (che erano i piloti titolari), e François Hesnault.
Nessuno di questi piloti riuscì mai a partire in pole o ottenere giri più veloci e vittorie, ma Tambay arrivò sei volte a punti con due terzi posti e si classificò 12° nel mondiale piloti.
Warwick finì 14° con tre piazzamenti a punti di cui un sesto e due terzi posti.
Hesnault invece corse con la Renault solo in Germania, partendo 23º e ritirandosi dopo appena 8 giri per il cedimento della frizione.
Calcolando che anche con la Brabham non ottenne punti, non venne classificato.
La Ligier corse con tre piloti perché Andrea De Cesaris venne sostituito da Philippe Streiff per via dei troppi incidenti, l'altro pilota era Jacques Laffite.
L'italiano ottenne solo un quarto posto a Monaco, mentre Laffite concluse a punti cinque volte con due terzi e un secondo posto, mentre l'altro francese arrivò a punti solo nell'ultima gara completando il podio di Laffite col terzo posto.
I tre si piazzarono rispettivamente 17°, 15° e 9° nel mondiale piloti, mentre la squadra concluse 6° tra i costruttori.
Come detto la Tyrrell usò i motori Renault solo dal Gran Premio di Francia, e nell'arco dell'anno alternò cinque piloti.
Martin Brundle prese parte a tutti i Gran Premi, mentre sulla seconda vettura si alternarono Stefan Johansson, Stefan Bellof, Philippe Streiff ed Ivan Capelli.
Johansson non corse mai coi motori Renault, perché dopo la prima gara venne ingaggiato dalla Ferrari.
Il suo posto venne preso da Stefan Bellof che disputò nove corse con la Tyrrell, ma solo tre col motore Renault (in Germania, Austria e Olanda) senza arrivare mai a punti, ottenere pole e giri più veloci.
Purtroppo il tedesco perì nell'incidente durante la 1000 km di Spa nel tentativo di superare la Porsche di Jacky Ickx.
Il posto di Bellof venne preso da Philippe Streiff, ma solo nel Gran Premio del Sudafrica (perché a Monza e in Belgio la Tyrrell schierò solo la macchina di Brundle) dove si ritirò dopo pochi giri per un incidente dopo essere partito 19º.
Per il Gran Premio d'Europa e l'ultimo round in Australia, venne ingaggiato Ivan Capelli come seconda guida.
Il pilota italiano partì 24° a Brands Hatch e fu costretto al ritiro per incidente, mentre in Australia dopo una qualifica non esaltante (22° a 7.277 secondi da Ayrton Senna) condusse una gara molto tattica ed accorta, cercando di preservare motore, gomme e carburante.
Complici anche alcuni incidenti e guasti degli avversari, recuperò fino al quarto posto, regalando alla Tyrrell punti preziosissimi per il prosieguo della sua attività.
Capelli fu quindi l'unico pilota della Tyrrell ad ottenere punti, e si piazzò 18° nel mondiale piloti, mentre la scuderia chiuse al nono posto tra i costruttori.